# Richie Marquez
Richie Marquez (Pomona, 26 maggio 1992) è un ex calciatore statunitense, di ruolo difensore.

## Caratteristiche tecniche
È una difensore centrale.

## Statistiche

### Presenze e reti nei club
Statistiche aggiornate al 29 aprile 2018.
| Stagione        | Squadra            | Campionato      | Campionato | Campionato | Coppe nazionali | Coppe nazionali | Coppe nazionali | Coppe continentali | Coppe continentali | Coppe continentali | Altre coppe | Altre coppe | Altre coppe | Totale | Totale | Totale |
| Stagione        | Squadra            | Comp            | Pres       | Reti       | Comp            | Pres            | Reti            | Comp               | Pres               | Reti               | Comp        | Pres        | Reti        | Pres   | Reti   |        |
| --------------- | ------------------ | --------------- | ---------- | ---------- | --------------- | --------------- | --------------- | ------------------ | ------------------ | ------------------ | ----------- | ----------- | ----------- | ------ | ------ | ------ |
| 2014            | Penn FC            | USL             | 31         | 0          | USCup           | 1               | 0               |                    | -                  | -                  |             | -           | -           | 32     | 0      |        |
| 2015            | Philadelphia Union | MLS             | 21         | 0          | USCup           | 4               | 0               |                    | -                  | -                  |             | -           | -           | 25     | 0      |        |
| 2015            | Penn FC            | USL             | 2          | 0          | USCup           | 0               | 0               |                    | -                  | -                  |             | -           | -           | 2      | 0      |        |
| 2016            | Philadelphia Union | MLS             | 34         | 2          | USCup           | 3               | 0               |                    | -                  | -                  |             | -           | -           | 37     | 2      |        |
| 2017            | Philadelphia Union | MLS             | 15         | 1          | USCup           | 0               | 0               |                    | -                  | -                  |             | -           | -           | 15     | 1      |        |
| 2017            | Bethlehem Steel    | USL             | 4          | 1          | USCup           | 0               | 0               |                    | -                  | -                  |             | -           | -           | 4      | 1      |        |
| 2018            | Philadelphia Union | MLS             | 0          | 0          | USCup           | 0               | 0               |                    | -                  | -                  |             | -           | -           | 0      | 0      |        |
| Totale carriera | Totale carriera    | Totale carriera | 107        | 4          |                 | 8               | 0               |                    | -                  | -                  |             | -           | -           | 115    | 4      |        |